# گروه قنات
گروه قنات گروهی است که در حوالی سال ۱۳۶۰ در اوایل بنیان‌گذاری جمهوری اسلامی ایران در شهر جهرم و اطراف آن در حال فعالیت و اقدامات تروریستی و کشتار زنان روسپی، بهایی‌ها، کمونیست‌ها و مخالفانشان بود که آنها را پس از شکنجه و کشتن در قناتی رها می‌کردند و نام گروه قنات نیز از همین رو بر آنها نهاده شده بود. در مجموع حداقل ۶۰ کشته به فعالیت‌های این گروه مرتبط شده است.

## اعضاء شاخص
علی محمد بشارتی و حسین آیت‌اللهی از رهبران اصلی این گروه بودند. علی‌محمد بشارتی (که بعدا در کابینهٔ رفسنجانی وزیر کشور شد) از بهمن ماه سال ۱۳۵۷ سازماندهی علنی باند را آغاز کرد.

#### انکار علی‌محمد بشارتی در سال ۱۳۹۴
در بهمن ۱۳۹۴ علی‌محمد بشارتی در مصاحبه‌ای با رد کردن نقش خود در گروه قنات گفت «بعد از حادثه هفتم تیر سال ۶۰ عده‌ای از این جوانان تندرو جهرم رفتند و هواداران مجاهدین را گرفتند و به داخل قنات انداختند. نه من آن موقع جهرم بودم و نه عامل این کار و نه در جریان این کار بودم و نه موافق با انجام چنین کاری بودم. من اساساً با هر نوع کار غیرقانونی مخالف هستم».

## فرجام گروه
چند سال بعد از شروع فعالیت این گروه، هیئتی از طرف حسینعلی منتظری به همراه یک روحانی که عضو شورای نگهبان بود به جهرم رفته و جلوی فعالیت این گروه را گرفتند و از آنها خواستند تا در صورت دیدن چنین مواردی آنها را فقط تحویل مقامات دهند.